# 古山貴基
古山 貴基（ふるやま たかき）は、東京都出身の躰道選手、外科医。湯島道場所属。2001年那覇世界選手権日本代表として、団体展開競技に出場。

## 人物
東京都文京区出身。筑波大附属駒場高等学校を経て、東京医科歯科大学医学部医学科卒業。大学入学後躰道部に入部して躰道を始める。第3回世界躰道選手権大会（那覇）男子団体展開競技に日本代表として出場し、5位。大学時代からメキメキと力をつけ日本を代表をする選手に成長した。医師としては東京共済病院に勤務し、消化器外科、一般外科を専門とする。

## 経歴
- 2001年 世界躰道選手権大会　男子団体展開競技5位
- 2001年 全国学生躰道優勝大会　男子団体法形競技3位、男子団体展開競技3位
- 2001年 全日本躰道選手権大会　男子団体展開競技1位
- 2002年 全国学生躰道優勝大会　男子団体法形競技2位、男子団体展開競技2位
- 2012年 全国社会人躰道優勝大会　団体法形競技2位